# Milo mot Mars
Milo mot Mars (originaltitel: Mars Needs Moms) är en amerikansk animerad film 2011 av science fiction och äventyrsgenrer, regisserad av Simon Wells, med ett manus av honom och Sandy Wells baserat på barnbok med samma namn av Berkeley Breathed.

## Handling
Efter att ha krångat med sin mor ser Milo henne bli kidnappad av Martians. Efter att ha gått in i sitt rymdskepp befinner sig den unge pojken på Mars där han måste hitta sin mamma om han inte vill att hon ska dö. Med hjälp av Gribble, ett barn som växte upp på Mars, och Ki, en utlänning som vill hjälpa dem, kommer de att rädda Milos mamma.

## Rollista
| Fingur             | Engelsk röst                   |
| ------------------ | ------------------------------ |
| Milo               | Seth Green                     |
| Lissa              | Joan Cusack                    |
| Far till Milo      | Tom Everett Scott              |
| Ki                 | Elisabeth Harnois              |
| Gribble            | Dan Fogler                     |
| Supervisora        | Mindy Sterling                 |
| Martian Hatchilngs | Ryan, Robert och Raymond Ochoa |
| Martian Robots     | Liam och Edgar Wells           |
| Two-Cat            | Dee Bradley Baker              |